# Alois Eisenträger
Alois Eisenträger (* 16. Juli 1927 in Hamburg; † 10. August 2017 in Bristol), Spitzname Alec, war ein deutscher Fußballspieler.

## Karriere
Als Kriegsgefangener nach England geraten, unterschrieb Eisenträger 1949 einen Profivertrag beim Drittligisten Bristol City und war damit – noch vor dem berühmteren Bernd Trautmann – der erste deutsche Fußballprofi auf der Insel nach dem Ende des Zweiten Weltkrieges. Zuvor hatte er bereits für die Amateurvereine Herne Bay FC und Trowbridge Town gespielt. Für Bristol City, mit dem er 1955 in die Zweite Division aufgestiegen war, bestritt er als Stürmer bis 1958 246 Liga- und Cupspiele und erzielte 57 Tore. In Deutschland war Eisenträger schon 1950 einem größeren Publikum bekannt geworden, als er dort mit seiner Mannschaft mehrere Freundschaftsspiele austrug. Verschiedene deutsche Vereine, darunter der Hamburger SV, in dessen Jugend- und Reservemannschaft er zuvor gespielt hatte, der TSV 1860 München und auch der FSV Frankfurt, waren an seiner Verpflichtung interessiert, ein Wechsel jedoch kam nicht zu Stande.
Nach seiner Zeit bei Bristol City war er noch für den Merthyr Tydfil FC aus dem gleichnamigen walisischen Ort aktiv und ließ seine Karriere beim Chelmsford FC, einem Verein aus der Grafschaft Essex, ausklingen.

## Sonstiges
Die Eheschließung mit Olwyn, seiner Frau, und die Geburt seiner Tochter Brenda ein Jahr später veranlassten ihn, in England zu bleiben. Nach dem Ende seiner Fußballerkarriere war er bis zu seinem Ruhestand 1989 bei der amerikanischen Firma „Cam Gear“ angestellt. Eisenträger lebte zuletzt in der Nähe von Bristol.